# مرز فولادین
مرز فولادین (به انگلیسی: Steel Frontier) یک فیلم سینمایی علمی تخیلی آمریکایی به کارگردانی جاکوبسن هارت و پاول جی ولک است که در سال ۱۹۹۵ با بازی جو لارا، بو اسونسون، استیسی فاستر، بریون جیمز، کین هادر، جیمز سی ویکتور، بیلی ال سالیوان و رابرت اورلی منتشر شده‌است.

## داستان
در سال ۲۰۱۹، یک باند راهزن به نام United Reime Deathriders به شهر نیوهاپ حمله کردند. آنها توسط ژنرال جولیوس کوانتریل (بریون جیمز)، از فرزندان افسر سوارکاری متحدین، ویلیام کوآنتریل، حمایت می‌شوند. یک موتورسیکلت اسرارآمیز سوار هفت‌تیرکش به نام جانی یوما (جو لارا) وارد شهر می‌شود و به باند می‌پیوندد، اما در واقع اراذل و اوباش را علیه یکدیگر بازی می‌دهد و باعث می‌شود که راکبان مست به یکدیگر شلیک کنند.